# Belvis
Belvis település Franciaországban, Aude megyében. Lakosainak száma 162 fő (2022. január 1.). Belvis Belfort-sur-Rebenty, Coudons, Espezel, Joucou, Marsa, Nébias, Puivert és Quirbajou községekkel határos.

## Népesség
A település népességének változása:
| Lakosok száma | 245  | 166  | 169  | 177  | 174  | 153  | 160  | 163  | 161  | 162  |
|               | 1968 | 1982 | 1999 | 2006 | 2011 | 2015 | 2017 | 2018 | 2020 | 2022 |